# Schönstatt (Vallendar)
Schönstatt is een stadsdeel van de Duitse stad Vallendar bij Koblenz. Tegenwoordig is de plaats vooral bekend als bedevaartcentrum. De pallottijnse pater Josef Kentenich richtte hier in 1914 de internationale Schönstatt-beweging op. Het gebied omvat gebouwen van de aangesloten gemeenschappen, vormingscentra, scholen, jeugdcentra, kerken en een groot aantal kapellen verspreid over een gebied met deels Bijbelse namen.  

## Geschiedenis
De plaats werd op 22 oktober 1143 in verband met de stichting van een Augustijns klooster voor het eerst genoemd door de aartsbisschop van Trier als eyne schöne stat. Bij het klooster werd een laatromaanse basiliek met het patrocinium van Onze-Lieve-Vrouwe gebouwd. De aan de aartsengel Michaël gewijde kerkhofkapel van het klooster, het huidige oerheiligdom, werd voor het eerst in 1319 genoemd. Het klooster werd in 1567 opgeheven. Van de middeleeuwse kloostergebouwen is behalve een toren van de kloosterkerk weinig meer over.     